# Ingrid Jonsson
Ingrid Jonsson (1959. szeptember 13. –) svéd nemzetközi női labdarúgó-játékvezető.

## Pályafutása

### Nemzeti játékvezetés
A nemzeti labdarúgó-szövetségnek megfelelő bírói bizottságok minősítése alapján jutott magasabb osztályokba. A küldési gyakorlat szerint rendszeres partbírói, majd 4. bírói szolgálatot is végzett. 1993-ban lett az I. Liga játékvezetője. A nemzeti játékvezetéstől 2002-ben vonult vissza.

### Nemzetközi játékvezetés
A Svéd labdarúgó-szövetség Játékvezető Bizottsága (JB) terjesztette fel nemzetközi játékvezetőnek, a Nemzetközi Labdarúgó-szövetség (FIFA) 1994-től tartotta nyilván bírói keretében. A FIFA JB központi nyelvei közül a angolt beszéli. FIFA JB besorolás szerint első kategóriás bíró. Több nemzetek közötti válogatott és klubmérkőzést vezetett, vagy működő társának partbíróként, később 4. bíróként segített. A  nemzetközi játékvezetéstől 2002-ben búcsúzott.

#### Női labdarúgó-világbajnokság
A világbajnoki döntőhöz vezető úton Kínába az első, az 1991-es női labdarúgó-világbajnokságon, valamint Svédországba a 2., az 1995-ös női labdarúgó-világbajnokságon a FIFA JB bíróként alkalmazta. 1991-ben az első női labdarúgó-világbajnokságon partbíróként vették igénybe szolgálatát. Három alkalommal (közte a döntőben) egyes számú (a kor előírása szerint játékvezetői sérülésnél továbbvezeti a találkozót), kettő alkalommal 2. számú pozíciós küldést kapott. Világbajnokságon vezetett mérkőzéseinek száma: 3.

##### Világbajnoki mérkőzés
| Időpont            | Helyszín                  | Mérkőzés típusa              | Mérkőzés                | Játékvezető               | Eredmény | Nézők száma |
| ------------------ | ------------------------- | ---------------------------- | ----------------------- | ------------------------- | -------- | ----------- |
| 1991. november 17. | Városi Stadion, Jiangmen  | csoportmérkőzés (C. csoport) | Tajvan–Olaszország      | Fethi Boucetta            | 0 – 5    | 11 000      |
| 1991. november 19. | Városi Stadion, Zhongshan | csoportmérkőzés (C. csoport) | Olaszország–Nigéria     | James McCluskey           | 1 – 0    | 12 000      |
| 1991. november 21. | Városi Stadion, Zhongshan | csoportmérkőzés (C. csoport) | Olaszország–Németország | James McCluskey           | 0 – 2    | 12 000      |
| 1991. november 24. | New Plaza Stadion, Foshan | egyik negyeddöntő            | Egyesült Államok–Tajvan | Omer Yengo                | 7 – 0    | 12 000      |
| 1991. november 30. | Tianhe Stadion, Kanton    | döntő                        | Norvégia–Amerika        | Vadzim Dzmitrijevics Zsuk | 1 – 2    | 63 000      |

| Időpont          | Helyszín                     | Mérkőzés típusa              | Mérkőzés             | Eredmény | Nézők száma |
| ---------------- | ---------------------------- | ---------------------------- | -------------------- | -------- | ----------- |
| 1995. június 6.  | Strömvallen Stadion, Gävle   | csoportmérkőzés (C. csoport) | Amerika–Kína         | 3 – 3    | 4635        |
| 1995. június 10. | Tingvallen Stadion, Karlstad | csoportmérkőzés (B. csoport) | Nigéria–Anglia       | 2 – 3    | 1843        |
| 1995. június 18. | Råsunda Stadion, Solna       | döntő                        | Németország–Norvégia | 0 – 2    | 17 158      |

#### Olimpiai játékok
Amerikában rendezték a XXVI., az női labdarúgó tornáját, ahol a FIFA JB bíróként foglalkoztatta.

##### 1996. évi nyári olimpiai játékok

###### Női labdarúgótorna az 1996. évi nyári olimpiai játékokon
| Időpont            | Helyszín                         | Mérkőzés típusa              | Mérkőzés          | Eredmény | Nézők száma |
| ------------------ | -------------------------------- | ---------------------------- | ----------------- | -------- | ----------- |
| 1996. július 23.   | Legion Field Stadion, Birmingham | csoportmérkőzés (F. csoport) | Brazília–Japán    | 2 – 0    | 26 111      |
| 1996. július 28.   | Sanford Stadion, Athens          | egyik elődöntő               | Kína–Brazília     | 3 – 2    | 64 196      |
| 1996. augusztus 1. | Sanford Stadion, Athens          | bronzmérkőzés                | Brazília–Norvégia | 0 – 3    | 76 489      |

#### Algarve-kupa
| Időpont           | Helyszín              | Mérkőzés típusa | Mérkőzés                  | Eredmény | Nézők száma |
| ----------------- | --------------------- | --------------- | ------------------------- | -------- | ----------- |
| 2000. március 18. | Városi Stadion, Loulé | döntő           | Egyesült Államok–Norvégia | 1 – 0    | 850         |

## Szakmai sikerek
Aktív pályafutását befejezve a FIFA JB női játékvezetők ellenőre. 2012–2014 között a FIFA JB tagja.